# Mukhtor Kurbonov
Mukhtor Kurbonov (en uzbeko: Мухтор Қурбонов; Kokand, RSS de Uzbekistán; 26 de enero de 1975) es un exfutbolista y entrenador de fútbol de Uzbekistán que jugaba en la posición de centrocampista.

## Carrera

### Club
| Periodo   | Club                | Apariciones | Goles |
| --------- | ------------------- | ----------- | ----- |
| 1992–1993 | Temiryo'lchi Qo'qon | 72          | 17    |
| 1995–1997 | MHSK Tashkent       | 87          | 38    |
| 1998      | Navbahor Namangan   | 26          | 7     |
| 1999–2000 | FC Dustlik          | 62          | 25    |
| 2001      | Pakhtakor Tashkent  | 23          | 4     |
| 2002      | FK Neftchi Farg'ona | 15          | 9     |
| 2002–2003 | FC Dustlik          | 30          | 15    |
| 2003      | FC Kairat           | 15          | 1     |
| 2004      | FC Yassi Shymkent   | 24          | 3     |
| 2005      | FC Zhetysu          | 10          | 3     |
| 2005–2006 | Metallurg Bekabad   | 27          | 8     |
| 2006      | Qizilqum Zarafshon  | 12          | 5     |
| 2007      | Traktor Tashkent    | 8           | 1     |
| 2007      | FC Shurtan Guzar    | 13          | 3     |
| 2008      | Sogdiana Jizzakh    | 27          | 0     |
| 2009–2010 | Khorezm Urgench     | 29          | 0     |
| 2012      | Olmaliq FK          | 2           | 0     |

### Selección nacional
Jugó para Uzbekistán en 15 ocasiones de 1997 a 2001 y participó en la Copa Asiática 2000.

### Entrenador
| Periodo   | Club             |
| --------- | ---------------- |
| 2013      | NBU Asia         |
| 2014-2016 | FC Shurtan Guzar |
| 2017      | FC AGMK          |

## Logros

### Club
- Liga de fútbol de Uzbekistán (3): 1997, 1999, 2000
- Copa de Uzbekistán (2): 2000, 2001
- Copa de Kazajistán (1): 2003

### Individual
- Miembro del Club Gennady Krasnitsky (139 goles).